# Álvaro Valero de Palma
Álvaro Valero de Palma, hijo de Álvaro Valero Tornos y María Dolores Palma Chacón. Fue el I marqués de Valero de Palma (París, 14 de marzo de 1870 -?), fue un político de la Comunidad Valenciana, España. Miembro del Partido Conservador, fue elegido diputado por el distrito de Denia en las elecciones generales españolas de 1899 y 1903, tras las que hubo graves incidentes provocados por los seguidores del candidato que no fue elegido, Luis Armiñán Pérez, quien contaba con el apoyo de José Canalejas. Denunció el caciquismo en la Marina Alta y recibió el título de marqués en 1902 del papa León XIII. En las elecciones generales de 1905 fue elegido diputado por Denia de nuevo, pero esta vez con el Partido Liberal, y protestó por la detención arbitraria de su compañero de partido Juan Bautista Gavilá Catalá, diputado provincial. Después fue representante de Trinitario Ruiz Valarino en la comarca de Marina Alta, lo que le valió ser nombrado senador por la circunscripción electoral de Alicante en 1914, 1916, 1918, 1920 y 1923.